# Guyaanse dollar
De dollar is de munteenheid van Guyana. Eén dollar is honderd cent, maar deze onderverdeling wordt door de inflatie niet meer toegepast. Eén US dollar is ongeveer gelijk aan 200 Guyaanse dollar.
De volgende munten worden gebruikt: 1, 5 en 10 dollar. Het papiergeld is beschikbaar in 20, 50, 100, 500, 1000, 2000 en 5000 dollar.
Tot 1839 werden er voornamelijk guldens en stuivers gebruikt, die daarna afgelost werden door het Brits geldsysteem, naast Spaans, Mexicaans en Colombiaans geld. Vanaf 1876 was alleen het Britse geld geldig. Later werd ook de Amerikaanse dollar als betaalmiddel gebruikt. In 1935 werd de Britse West Indies dollar (XBWD) ingevoerd. In 1965 werd deze munteenheid 1:1 door de Guyaanse dollar afgelost.

## Wisselkoers
De wisselkoers van de munt is gekoppeld aan de van de Amerikaanse dollar. In de periode 2008-2024 heeft de wisselkoers binnen nauwe marges geschommeld rond het gemiddelde van G$ 207 per dollar.